# Adelaïde Alsop Robineau
Adelaïde Alsop Robineau (Middletown, 1865 – Syracuse, 1929) è stata una pittrice e ceramista statunitense, considerata ancora oggi una delle figure più rilevanti nella storia statunitense della ceramica del XX secolo.

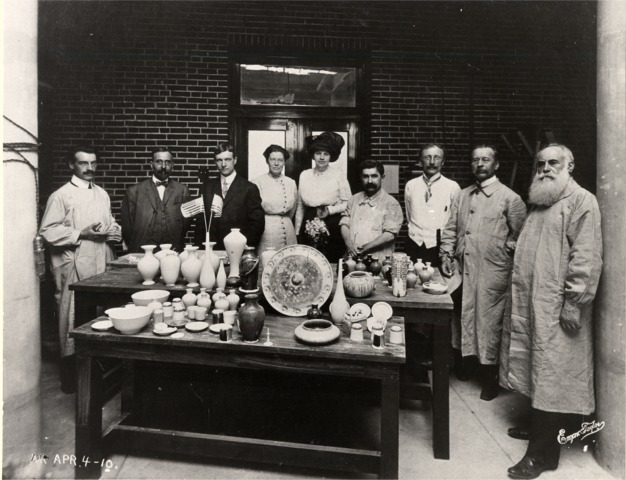
Adelaïde Alsop Robineau (quarta da sinistra) insieme al marito Samuel E. Robineau (secondo da sinistra) e ad alcuni membri dell'Art Academy of People's University ad University City, Missouri, per l'inaugurazione di un nuovo forno nel 1910.

Coordinatrice della rivista Keramic Studio, pubblicazione dedicata alla ceramica e alla sua decorazione legata al movimento Arts and Crafts statunitense, con la sua Four Winds Summer School cercò, negli anni antecedenti alla prima guerra mondiale, di trasmettere le sue conoscenze artistiche e di fornire alle sue allieve un'occasione di emancipazione dall'ambiente domestico.

## Biografia
Primogenita di Charles ed Elisabeth, Adelaïde Beers Alsop nacque nel 1865 a Middletown, nel Connecticut.
Si avvicina al mondo della pittura e della ceramica da autodidatta, studiando i principali manuali dell'epoca, tra cui quelli di Mary Louise McLaughlin, ceramista statunitense affermatasi in quel periodo. Inizialmente si dedica alla decorazione su porcellana e successivamente alla pittura su ceramica. Acquisisce così delle abilità che, dopo l'abbandono del padre, si trasformano in una vera e propria professione, portandola successivamente a ricoprire il ruolo d’insegnante alla St. Mary’s Hall a Faribault, in Minnesota, dove lei stessa si diploma nel 1884.
Nel 1896 si trasferisce con la madre e le sorelle a New York, dove si mantiene dando lezioni private; in seguito tra il 1896 e il 1899 approfondisce i suoi studi frequentando la scuola di William Merritt Chase, pittore statunitense tra i maggiori esponenti dell'impressionismo americano, di Shinnecock a Long Island, imparando da lui la tecnica per i paesaggi e le miniature.

### Carriera artistica eKeramic Studio

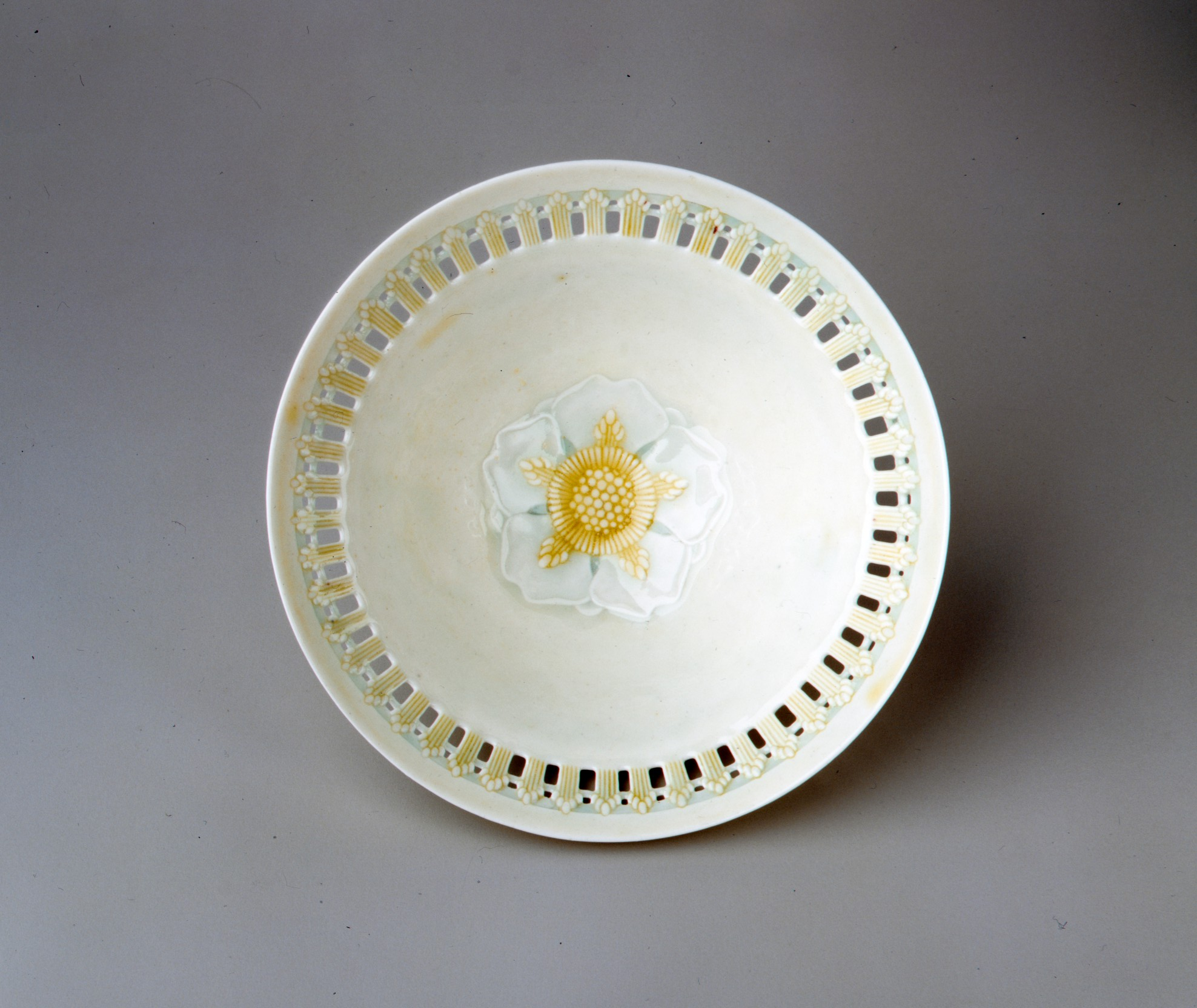
Eggshell coupe, 1924.

Nel 1899, all'età di trentaquattro anni, sposa l’esperto ceramista francese Samuel E. Robineau, dal quale avrà tre figli. Nello stesso anno, con il marito e George H. Clark nel ruolo di manager, pubblica la prima copia del mensile Keramic Studio, di cui diventerà in seguito l'unica coordinatrice. Rivolta a designer, insegnanti ed appassionati, include lavori e scritti della stessa Robineau, ed è curata e stampata con le migliori tecniche disponibili, fornendo ai lettori immagini ad alta definizione. Il periodico offre consigli e descrizioni dei nuovi materiali e tecniche utilizzate per lo stile decorativo cinese, e informazioni sulle scuole ed esposizioni in corso dedicate alla ceramica. Sarà una delle prime riviste che, insieme al The Craftsman del designer di arredo Gustav Stickley, contribuiranno allo sviluppo e alla diffusione del movimento Arts and Crafts negli Stati Uniti.

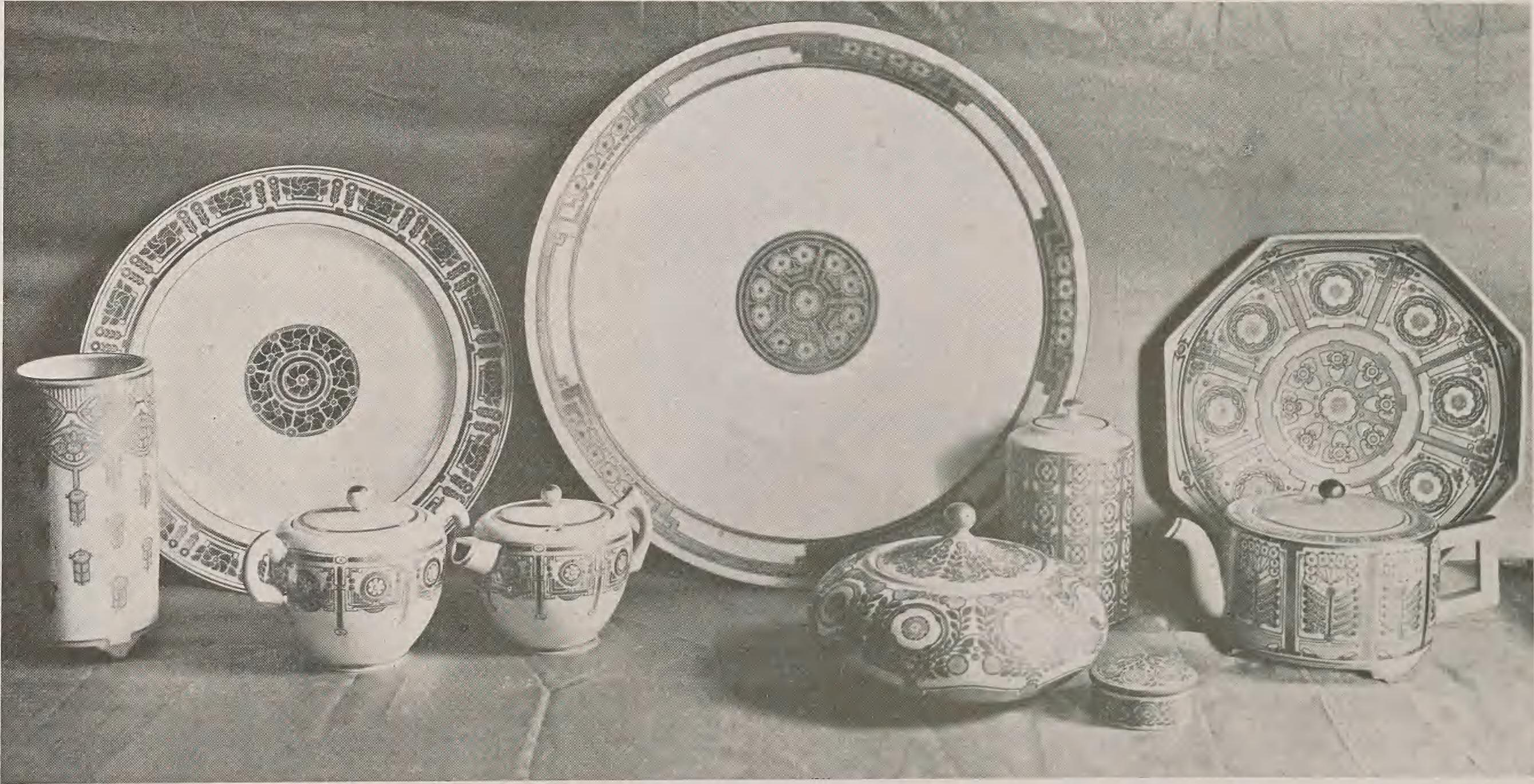
Immagine di ceramiche a pagina 198 de volume 14 di Keramic Studio, 1912.

Attorno al 1903, i Robineau si trasferiscono a Syracuse, sempre nell'area di New York, in una casa progettata dall'architetta Katharine Budd. Proprio vicino alla sua abitazione, Robineau fa costruire uno studio di tre piani: nel primo trovano sistemazione i forni, il secondo è dedicato alla lavorazione della ceramica, il terzo comprende un'area giochi per i figli. Adelaïde ritiene infatti importante avere vicino questi ultimi mentre svolge le sue attività artistiche, un fatto considerato come un "drastico" segno di modernità dalla rivista American Homes and Gardens nel settembre del 1910.
Nel tentativo di rendere più redditizia la sua produzione, unica e di nicchia, inaugura la produzione in massa di maniglie per porte in ceramica ma la interrompe in brevissimo tempo perché frustrata dalla ripetizione continua, un dato inconciliabile col suo modo di vedere il lavoro. Estremamente autocritica ed esigente, di tutte le sue opere, a suo parer, e solo 600 avrebbero meritato di essere conservate. Eccelle anche nella lavorazione della porcellana a fuoco alto (grand feu), in quella del grès porcellanato e del cristallo glaze o flammé.  La maggior parte della produzione artistica di Robineau è costituita da contenitori, incluso il suo lavoro più noto, lo Scarab Vase (1910), un alto vaso di porcellana che richiese circa 1 000 ore di lavoro. È particolarmente elogiata per la creazione di eggshell coupes (letteralmente, coppe a guscio d'uovo) e di ciotole poco profonde e senza bordi, allora considerate quasi irrealizzabili: la porcellana utilizzata era talmente fina e friabile che poteva essere lavorata solamente una volta asciutta, richiedendo molta pazienza e delicatezza. Di dodici tentativi, infatti, solo tre sono rimasti integri. L'artista si è dedicata alla pittura d'ispirazione cinese anche su altri supporti, in particolare su avorio, prendendo come soggetti principali paesaggi e fiori.
Per quanto i ricavi delle sue attività in generale non siano stati particolarmente ingenti, secondo il marito furono un totale di soli 10 000 dollari, ebbe un notevole riconoscimento professionale a livello nazionale e internazionale: selezioni di opere per esposizioni prestigiose e premi negli Stati Uniti e in Europa ed anche un dottorato ad honorem in Ceramic Science (scienze della ceramica) nel 1917 presso la Syracuse University, dove prenderà servizio come insegnante nel 1920.

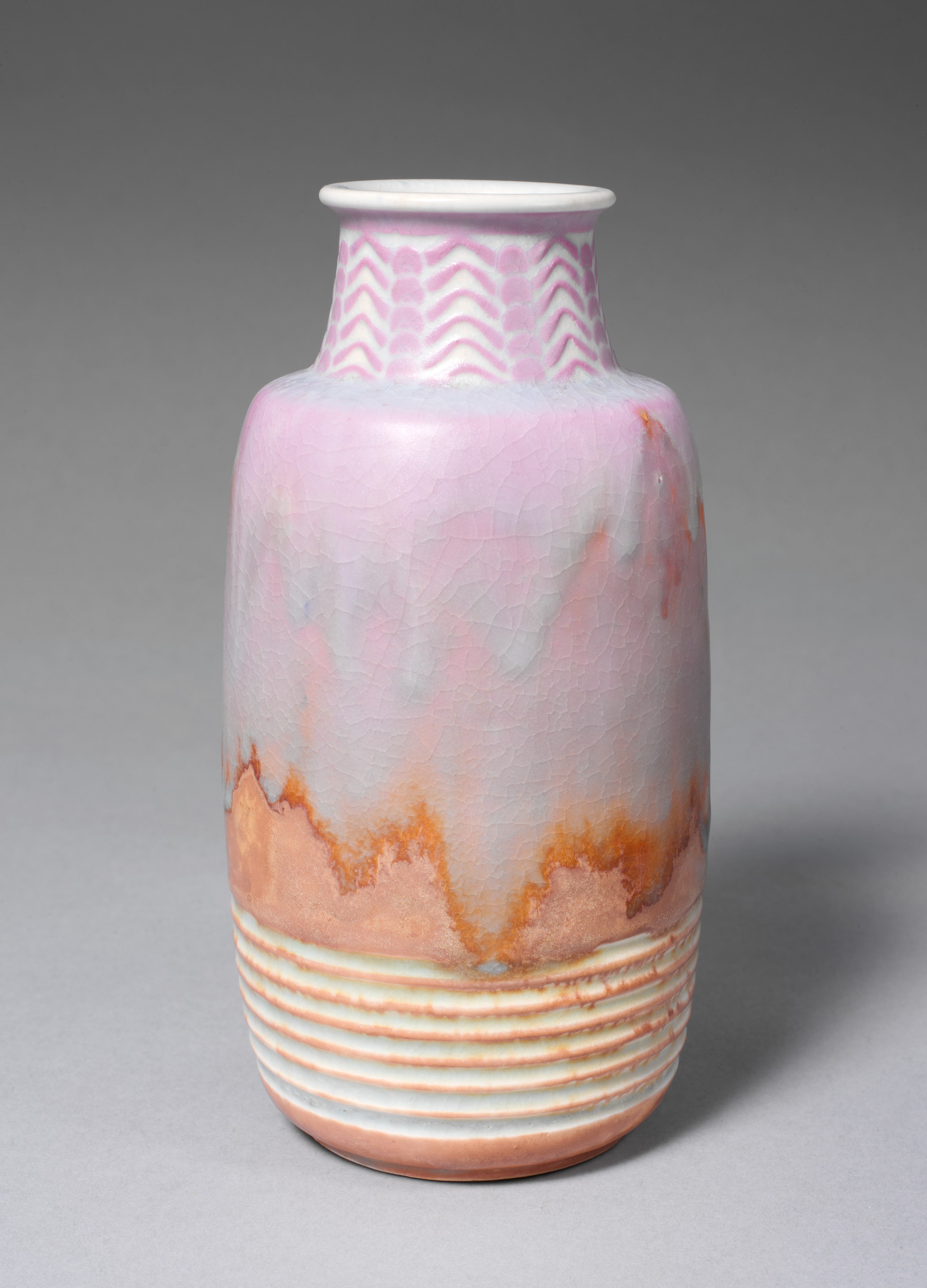
Vaso in porcellana, 1927.

### Four Winds School
L'educazione nella vita delle donne, intesa come una fonte di autorealizzazione ed indipendenza economica, era un tema particolarmente caro ad Adelaïde. Non avendo avuto l'opportunità di studiare come avrebbe desiderato, contribuì all'educazione delle sorelle Clarissa ed Amie affinché si potessero rendere indipendenti e non avessero le stesse difficoltà, soprattutto economiche, da lei incontrate dopo l'abbandono del padre. Per la ceramista era importante che le donne si staccassero dall'ambiente domestico affinando le proprie conoscenze, anche attraverso le materie artistiche. Probabilmente ispirata dalla comunità utopistica Arts and Crafts descritta nella novella di William Morris News from Nowhere, ideò la Four Winds Pottery Summer School nel 1912: una scuola della durata di sei settimane per un massimo di settanta donne, che offriva corsi di lavorazione della ceramica, della pelle e del metallo, di pittura cinese, d'intaglio, di cesteria e di rappresentazione del paesaggio. Tutto si svolgeva nel giardino di casa Robineau, ribattezzata Four Winds House, prendendo ispirazione proprio dal nome della scuola. Questa esperienza terminò nel 1914, con l'insorgere della prima guerra mondiale.

### Ultimi anni
Sempre attiva anche in età matura, fino alla sua morte, nel 1929, Adelaïde continua a lavorare per la Syracuse University e presso l’Art Academy of People’s University. Progetta anche un'urna cineraria personale, donata dal marito all'Everson Museum of Art di Syracuse, dove sono conservate le ceneri dei coniugi Robineau.
Parte delle sue collezioni si possono trovare al Detroit Museum of Fine Arts, all'Everson Museum of Art, al Boston Museum e al Metropolitan di New York.

## Riconoscimenti
- 1911 Gran Premio per la Ceramica, Esposizione Internazionale di Torino;
- 1912 nomina di Master Craftsman da parte della Boston Society Arts and Crafts;
- 1912 onorificenze per la mostra svoltasi presso il Paris Spring Salon;
- 1913 eletta membro della Société Internationale des Beaux Arts;
- 1913 premio Arthur Heune per la miglior opera all'Annual Exhibit of the Art Institute di Chicago;
- 1915 premio Special Medal conferito dalla Boston Society of Arts and Crafts;
- 1915 Grand Prize of Ceramics, Panama Pacific Exposition di San Francisco;
- 1917 qualifica di Doctor of Science in Ceramics presso Syracuse University, New York.[14]